# Последнее танго в Париже
«После́днее та́нго в Пари́же» (итал. Ultimo Tango a Parigi) — эротический фильм режиссёра Бернардо Бертолуччи, вышедший на экраны в 1972 году. Главные роли исполняют Марлон Брандо и Мария Шнайдер. 
Две номинации на премию «Оскар»: за режиссуру Бернардо Бертолуччи и актёрскую работу Марлона Брандо (седьмая и последняя в карьере Брандо номинация на «Оскар» в ведущей мужской актёрской категории). Картина заняла 48-е место в списке 100 лучших американских мелодрам по версии AFI. Фильм сочетает в себе элементы эротической и философской мелодрамы.

## Сюжет
Сорокапятилетний американец по имени Пол и его жена Роза содержат небольшой отель в Париже. У Розы есть любовник Марсель (уже около года), проживающий в этом же отеле. По неозвученным в фильме причинам Роза совершает самоубийство в одной из комнат отеля. В этот же день её муж, прогуливаясь неподалёку, замечает двадцатилетнюю девушку Жанну, которая собирается снять квартиру в доме рядом с отелем. Пол делает вид, что тоже интересуется квартирой. При осмотре квартиры по инициативе Пола они вступают в половой контакт. Пол снимает эту квартиру, и любовники начинают встречаться там для интимных отношений.
Пол отказывается сказать Жанне своё имя и не разрешает ей называть своё. Он также отказывается что-либо рассказывать о себе и запрещает Жанне рассказывать о себе. Он ведёт себя с ней грубо и пренебрежительно, постоянно говорит и делает гадости. Сначала Жанне нравятся такие правила, однако вскоре она начинает злиться, и отношения начинают её тяготить.
Между тем, у Жанны уже давно есть жених Том — молодой начинающий режиссёр, который снимает Жанну в своём фильме «Портрет девушки». Вскоре Том предлагает Жанне выйти за него замуж. Она соглашается.
Тем временем готовятся похороны Розы — жены Пола. Пол заходит в комнату, где лежит её тело, убранное цветами. Там он произносит эмоциональный монолог, обращённый к умершей жене, в конце которого плачет, просит у неё прощения и говорит, что тоже собирается покончить с собой, только не знает как и ищет способ.
Вскоре Жанна, как обычно, приходит в квартиру к Полу и видит, что он выехал. Жанна расстроена. Через какое-то время Пол подходит к ней на улице. Она говорит ему, что всё кончено. Пол предлагает возобновить отношения на новых условиях и начинает рассказывать о себе. Пол приводит её в заведение, где проходит конкурс среди пар, танцующих танго. Там он продолжает настаивать на продолжении отношений. Жанна отказывает всё настойчивей. Затем она убегает, Пол преследует её и продолжает гнаться за ней по улице. Жанна добегает до дома своей матери и пытается спрятаться в квартире, но Пол врывается туда. Там он просит Жанну назвать своё имя. Она называет и в тот же момент стреляет в него из пистолета своего покойного отца. Пол умирает.

## Создание
Сюжет во многом основан на сексуальных фантазиях самого Бертолуччи. На его идеи в этом фильме также оказали влияние картины Фрэнсиса Бэкона.
Изначально Бертолуччи планировал снимать в главных ролях Доминик Санда и Жана-Луи Трентиньяна, но последний отказался, так как не хотел раздеваться перед камерой, а Санда не смогла принять участие по причине беременности, и ей нашли замену в лице Марии Шнайдер. Затем Бертолуччи отправился в Париж, чтобы встретиться с Жан-Полем Бельмондо и Аленом Делоном, двумя актерами, большим поклонником которых он был: Бельмондо, прочитав сценарий, сразу отказался от роли, посчитав фильм порнографическим; Делон, напротив, согласился, но при условии, что сам спродюсирует фильм, что было неприемлемо для Бертолуччи.
Самым публично обсуждаемым эпизодом стала крайне откровенная «сцена с маслом», в которой герой использует сливочное масло в качестве лубриканта. Изначально масла не было в сценарии изнасилования. В 2013 году режиссёр в интервью газете The Guardian признался, что актрису решили не предупреждать о масле, чтобы добиться от неё настоящей реакции. «Я чувствовала себя униженной и, честно говоря, даже изнасилованной. К счастью, мы обошлись одним дублем. <…> С тех пор я больше не ем масла — только оливковое», — призналась в 2007 году Мария Шнайдер.
Большая часть реплик Пола — импровизация Брандо. При этом актёр отказывался учить текст и записывал отдельные реплики на карточках, которые расставлял на съёмочной площадке, а Бертолуччи приходилось искать ракурсы, с которых эти карточки не видны. Брандо, как и Шнайдер, негативно отзывался о съёмках в фильме, заявив, что никогда больше не будет сниматься в подобных картинах. Более 15 лет после окончания съёмок Брандо не общался с Бертолуччи.

## Релиз
Первоначально полная версия фильма имела хронометраж около 4 часов. Ленту пришлось изрядно сократить для стандарта кинотеатров, и окончательная версия стала намного короче — всего 129 минут. Так называемая «режиссёрская версия» имеет хронометраж 136 минут. Все диалоги в фильме идут на английском и французском языках.
Через 10 лет после премьеры фильма, в 1982 году, студия United Artists выпустила новую версию картины, которая получила рейтинг R, вместо рейтинга Х, который был присвоен фильму Бертолуччи в 1972 году. В новой версии фильм стал короче всего на одну минуту.
Фильм был запрещён к показу в Италии (1972—1986), Португалии (1973—1974), а также в Сингапуре, Новой Зеландии и Республике Корея.
Афрокубинский писатель, журналист и диссидент Фернандо Веласкес Медина назвал свой роман «Последняя румба в Гаване» (2001), ссылаясь на фильм Бертолуччи. Кинокритик Сергей Кудрявцев отмечал, что немало зрителей и даже некоторые режиссёры, такие как Тинто Брасс, воспринимают небезынтересный фильм «Горькая луна» (англ. Bitter Moon) Романа Полански «эротическим триллером, а другие — неполучившимся ироническим парафразом на тему «Последнего танго в Париже».

## В ролях

Мария Шнайдер в роли Жанны

- Марлон Брандо — Пол
- Мария Шнайдер — Жанна
- Вероника Лазар – Роза
- Жан-Пьер Лео — Том
- Массимо Джиротти — Марсель
- Мари-Элен Брейя — Моника
- Катрин Брейя — Мушетт
- Мария Мики — мать Розы
- Джитт Магрини — мать Жанны
- Люс Маркан — Олимпия
- Катрин Аллегре

## Награды и номинации

### Награды
- 1973 — специальная премия «Давид ди Донателло» (Мария Шнайдер)
- 1973 — приз «Серебряная лента» Итальянского национального синдиката киножурналистов лучшему режиссёру (Бернардо Бертолуччи)
- 1974 — премия Национального общества кинокритиков США лучшему актёру (Марлон Брандо)

### Номинации
- 1974 — две номинации на премию «Оскар»: лучший режиссёр (Бернардо Бертолуччи), лучший актёр (Марлон Брандо)
- 1974 — номинация на премию Британской киноакадемии лучшему актёру (Марлон Брандо)
- 1974 — номинация на премию Гильдии режиссёров США за лучшую режиссуру — Художественный фильм (Бернардо Бертолуччи)
- 1974 — две номинации на премию «Золотой глобус»: лучшая драма, лучший режиссёр (Бернардо Бертолуччи)
- 1974 — номинация на премию «Грэмми» за лучший альбом-саундтрек (Гато Барбьери)